# 32279 Marshall
32279 Marshall è un asteroide della fascia principale. Scoperto nel 2000, presenta un'orbita caratterizzata da un semiasse maggiore pari a 2,6525444 au e da un'eccentricità di 0,0765118, inclinata di 3,52932° rispetto all'eclittica.